# Kráľová pri Senci
Kráľová pri Senci je obec na Slovensku v okrese Senec. Žije zde přibližně 2 200 obyvatel.
Obec vznikla roku 1945 spojením obcí:
- Králová (maďarsky Királyfa), první písemná zmínka o obci pochází z roku 1092, v roce 1863 byl  k obci přičleněn Opatský Krmeš (maďarsky Apácakörmösd).[2][3]
- Krmeš (maďarsky Pápkörmösd), první písemná zmínka o obci pochází z roku 1245.[2][3]

V obci je Muzeum včelařství na Slovensku.